# Calumbi
Calumbi este un oraș în Pernambuco (PE), Brazilia.